# ادلشباخ بای فلدباخ
ادلشباخ بای فلدباخ (به آلمانی: Edelsbach bei Feldbach) یک منطقهٔ مسکونی در اتریش است که در زودوست‌اشتایرمارک واقع شده‌است. ادلشباخ بای فلدباخ ۱۶٫۰۵ کیلومتر مربع مساحت دارد ۳۲۸ متر بالاتر از سطح دریا واقع شده‌است.